# Campana de la Libertad

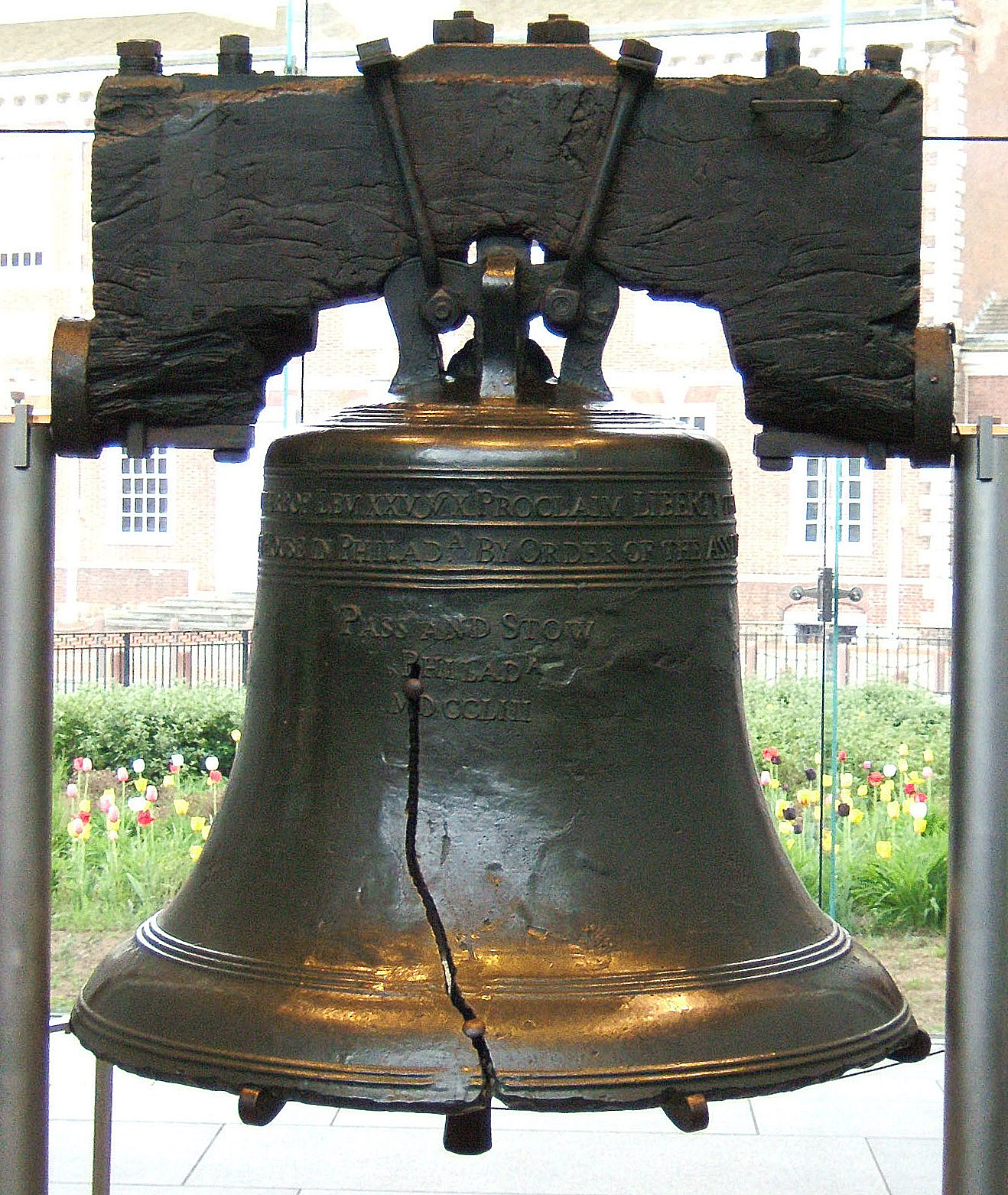
La Campana de la Libertad.

La Campana de la Libertad (en inglés: Liberty Bell), localizada en Filadelfia (Pensilvania, Estados Unidos), es una campana de gran importancia histórica. Es quizás uno de los símbolos más prominentes asociados a la guerra de la Independencia de los Estados Unidos. Esta campana es uno de los grandes símbolos de independencia, abolición de esclavitud, carácter de la nación y libertad de los Estados Unidos, y ha sido usada como un icono internacional de libertad.
Con su toque más famoso, el 8 de julio de 1776 convocó a los ciudadanos de Filadelfia para la lectura de la Declaración de Independencia. Antes, había sido tocada para anunciar la apertura del Primer Congreso Continental en 1774 y después de la batalla de Lexington y Concord en 1775.
La Campana de la Libertad fue conocida como La vieja campana del Estado hasta 1837, cuando fue adoptada por la Sociedad Americana Antiesclavitud como un símbolo del movimiento abolicionista.

## Inscripción
La inscripción existente en la Campana de la Libertad dice así:

PROCLAME LA LIBERTAD EN TODAS LAS PARTES DE TODA LA TIERRA A TODOS LOS HABITANTES DE ÉSTA LEV. XXV X.

SEGÚN ORDEN DE LA ASAMBLEA DE LA PROVINCIA DE PENSILVANIA PARA LA SEDE ESTATAL DE PHILADA

PASS Y STOW

PHILADA

MDCCLIII

La fuente de la inscripción es el Levítico 25:10, que dice: «Declararéis santo el año cincuenta, y proclamaréis en la tierra liberación para todos sus habitantes. Será para vosotros un jubileo; cada uno recobrará su propiedad, y cada cual regresará a su familia». La inscripción fue elegida para celebrar el 50 aniversario de la Carta de Privilegios de William Penn de 1701.

## Proyecto y comienzos
La campana fue encargada en 1751 por la Asamblea de Pensilvania para emplearla en el Capitolio de Pensilvania (ahora conocido como Independence Hall) en Filadelfia. Fue fabricada por la Fundición de Campanas Whitechapel, en Londres, y transportada a Filadelfia entre principios de agosto y finales de septiembre de 1752 en el barco Hibernia.
En marzo de 1752, la campana fue colgada en un andamio temporal en el patio exterior del Capitolio de Pensilvania. Para consternación de los espectadores, la campana se rajó la primera vez que fue golpeada, pero el momento en que se volvió a rajar nuevamente para llegar hasta nuestros días de esta manera es una incógnita. No hay ningún documento que diga cuándo pasó exactamente. Sin embargo, se sabe que se rajó por segunda vez entre 1817 y 1846.
Mientras encargaban un reemplazo de Whitechapel, la campana fue rehecha por John Pass y John Stow, de Filadelfia, cuyos apellidos aparecen inscritos en ella. Pass y Stow añadieron cobre a la composición, y el tono de la nueva campana no gustó. Los dos rehicieron la campana una vez más, restaurando el equilibrio correcto del metal, y esta tercera campana fue colgada en el Independence Hall en junio de 1753
La campana permaneció en la torre del Independence Hall al principio de la Revolución americana, cuando el edificio albergó las asambleas entre 1775 y 1776 del Segundo Congreso Continental.
En septiembre de 1777, a causa de que la Guerra Revolucionaria se intensificaba y los británicos estaban intentando conseguir Filadelfia, la campana fue trasladada al norte, al pueblo de Northamptontown (actual Allentown). La campana fue ocultada en el sótano de la iglesia de los Viejos de Zion, donde permaneció hasta que los británicos dejaron Filadelfia en 1778 y volvió allí. Hoy, el sótano de esta iglesia del centro de Allentown es el Museo de la Campana de la Libertad, que cuenta con una réplica de la misma.

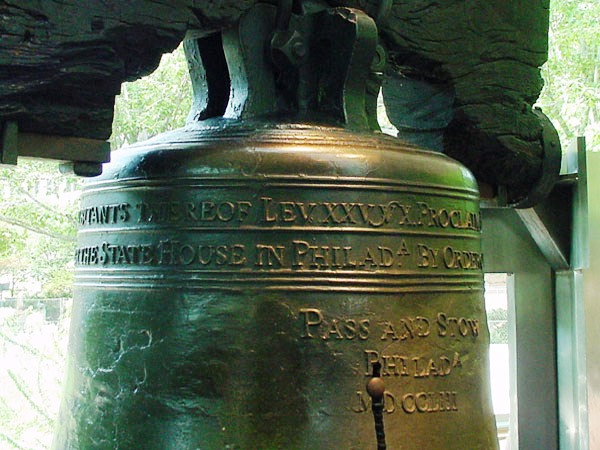
Primer plano de la Campana de la Libertad. Los nombres de John Pass y John Stow están inscritos, juntos con la ciudad y la fecha y la oración, en la que se puede leer: Proclaman la libertad en todas las partes de toda la tierra a todos los habitantes de ésta-Lev. XXV, v. x. Según orden de la Asamblea de la Provincia de Pensilvania para el Capitolio de Filadelfia.

## SigloXIX
Durante el siglo XIX, la campana tocó en la muerte de Alexander Hamilton (1804), la vuelta de La Fayette a Filadelfia (1824), los fallecimientos de Adams y Jefferson (1826), la celebración del centenario del nacimiento de Washington (1832) y las defunciones de La Fayette (1834), John Marshall (1835) y William Henry Harrison (1841).
En 1839, William Lloyd Garrison reimprimió un folleto abolicionista de Boston en su periódico contra la esclavitud The Liberator, que contenía un poema sobre la Campana, titulado La Campana de la Libertad, siendo la primera vez conocida en que se usó del nombre "La Campana de la Libertad".
El 22 de febrero de 1846, la campana fue tocada durante varias horas en la torre del Independence Hall, por el cumpleaños de George Washington. Cuando sonó, se abrió una grieta desde la ya reparada a la corona de la campana, dejándola inservible. Ésta es una de las muchas teorías sobre cuándo apareció la segunda grieta. La gran grieta que actualmente existe en la Campana de la Libertad es (contrariamente a la creencia popular) una reparación de las extensiones, y no toda la grieta.
En 1852, la Campana fue retirada de la torre del Independence Hall y pasó a ser expuesta en la "Cámara de la Declaración" del mismo. En 1876, regalaron una réplica de la "Campana Centenaria" a la ciudad de Filadelfia, que fue colocada en la torre del Independence Hall.
Desde 1885 hasta 1915, la Campana de la Libertad viajó a numerosas ciudades y fue mostrada en exposiciones.

## SiglosXXyXXI

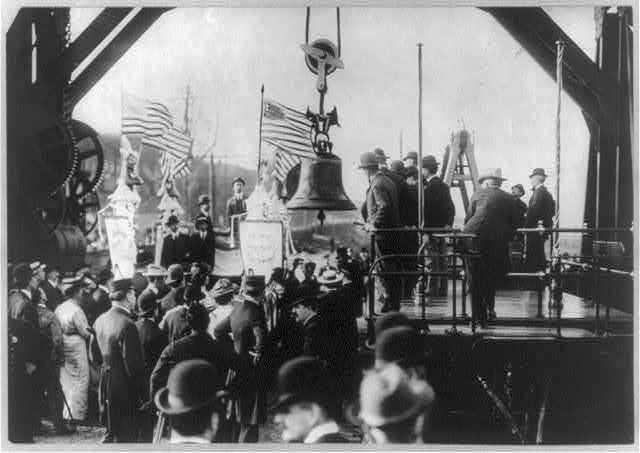
Trasladando la Campana desde un camión hasta un tren en la ciudad de San Luis, después de la Exposición de 1904

En 1902 la Campana de la Libertad se vio implicada en un accidente de tren, cuando la locomotora que la transportaba a una exposición en Carolina del Sur descarriló al colisionar con otro tren.
El 8 de julio de 1904, la Campana fue instalada en el Pabellón de Pensilvania de la Exposición Universal de San Luis. La Campana no dejó la muestra, volviendo a Filadelfia el 2 de noviembre del mismo año.
En los años 1930, se determinó que cambiar la posición de la campana era demasiado arriesgado y no se volvió a trasladar.
El 1 de enero de 1976, previniendo el aumento del número de visitantes debido al Bicentenario de la Independencia de Estados Unidos, la Campana de la Libertad fue trasladada del Independence Hall a un pabellón de cristal situado al norte (en la esquina sudoeste de las calles 5 y del Mercado). Este pequeño pabellón sin adornos fue impopular para muchos visitantes, lo que llevó a la idea de crear un gran pabellón, que finalmente abrió en 2003. La reina Isabel II visitó Filadelfia en 1976 y regaló a los estadounidense una réplica de la "Campana Bicentenaria", hecha en la misma fundición británica que la original. Esta campana cuelga ahora en la torre del Independence Hall.
Aquel mismo año, un grupo de treinta manifestantes de la Procrastinator's Society of America realizaron una protesta fingida contra la Fundición Whitechapel por los defectos de la campana y que decían "Tenemos una campana defectuosa, y ¿en cuanto a la garantía?". La Fundición Whitechapel dijo a los manifestantes que «estarían encantados de sustituir la campana, siempre y cuando les fuese devuelta en su embalaje original».
El 1 de abril de 1996, el restaurante de comida rápida, Taco Bell, anunció en la portada del New York Times y del Philadelphia Inquirer que había comprado la Campana para "reducir la deuda del país" y que la habían renombrado "Campana de la Libertad de Taco". Miles de personas cayeron en la broma del día de las bromas de abril.
El 6 de abril de 2001, la Campana de la Libertad fue golpeada varias veces con un martillo por Mitchell Guilliatt, de Nebraska. Guilliatt golpeó la campana cuatro veces gritando «¡viva Dios!» La razón que dio, era que quería declarar su independencia de los Estados Unidos de América y no mutilar o destruir la Campana. Tras la reparación, el daño causado por sus golpes en la campana era más visible. Gulliatt fue condenado a nueve meses de cárcel, más un periodo de reinserción de cinco años. También le ordenaron pagar 7.093 dólares para cubrir los costes que produjo su acto.
En octubre de 2003, la campana fue trasladada al nuevo pabellón, el Centro de la Campana de la Libertad. Hubo alguna controversia sobre el lugar escogido para la nueva estructura, que era justo al sur del lugar donde George Washington había vivido en los años 1790. Después de la planificación inicial, se decidió poner el emplazamiento del edificio adyacente a los cuartos de los esclavos de Washington. La decisión de reconocer este hecho en la exposición ha dado lugar a diversos debates. Desde 2006, la Campana permanece en esta exposición.

## Descripción y composición
La Campana se compone en un 70 % de cobre, en un 25 % de estaño, en un 2 % de plomo, en un 1 % de zinc, en un 0,25 % de arsénico, en un 0,20 % plata, y contiene rastros de otros metales como el oro, el magnesio, el níquel y el antimonio. La longitud de la circunferencia es de 3,7 m. Al principio pesaba 943 kilogramos, pero según la ciudad de Filadelfia, actualmente pesa alrededor de 932 kilogramos, como consecuencia de que al menos 11 kilogramos han sido maliciosamente cincelados del labio interior. El yugo de madera de la Campana es de olmo americano.

## Réplicas de la Campana de la Libertad

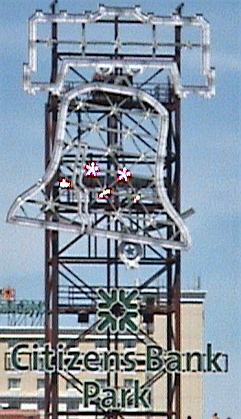
La campana de neón.

El Citizens Bank Park, el estadio de los Philadelphia Phillies, un equipo de béisbol, destaca una gran versión de neón de la Campana que es iluminada y balanceada, cada vez que un miembro del equipo golpea y realiza un home run o el equipo gana un partido.

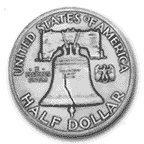
La Campana de la Libertad en una moneda de medio dólar.

El Estadio Veterans, la antigua casa de los Phillies y de los Philadelphia Eagles, fue coronado con una réplica de hierro de la campana. Una imagen más antigua de la campana, localizada en lo alto del marcador del estadio, fue golpeada por el jugador Grez Lusinki al realizar un home run en 1972. Hay también una réplica a escala real de la Campana en la Liberty Square del parque Magic Kingdom, en Walt Disney World Resot, Florida. La campana es tocada en las festividades estadounidenses que hacen referencia a la Guerra de la Independencia. Otra réplica a escala real se encuentra en la Universidad de Texas A&M y le fue regalada a la Universidad en reconocimiento a los numerosos estudiantes de ésta que murieron en la Segunda Guerra Mundial. Hay otra réplica a escala real de la Campana en Buena Park, California, que está dentro de una reproducción a la escala de 3/4 del Independence Hall en el parque de atracciones Knott's Berry Farm.
En 1950, con motivo del 200 aniversario de la Campana, se hicieron réplicas en Francia y mandadas una a cada estado.
En uno de los pasillos del Aeropuerto Internacional de Philadelphia existe una versión a tamaño real del artefacto hecho con piezas de LEGO.
Fuera de los Estados Unidos, se pueden encontrar réplicas de la Campana de la Libertad en Alemania, Bélgica, Israel y Japón

## Hermana de la Campana
La campana de reemplazo, que fue encargada a la Fundición Whitechapel en 1753, pasó a conocerse como la Hermana de la Campana. Fue instalada en el Independence Hall y conectada al reloj de este. La Hermana de la Campana tocó las horas hasta finales de los años 1820, cuando fue retirada durante una renovación y prestada a la Iglesia de San Agustín. En 1829, la campana fue colgada en una nueva cúpula en la torre diseñada por el arquitecto William Strickland. Allí permaneció hasta el 8 de mayo de 1844, cuando fue destruida, junto con la Iglesia de San Agustín, durante los Disturbios Nativistas de Filadelfia. Los frailes de San Agustín rehicieron la Hermana de la Campana y se trasladaron a la Universidad Villanova, que había sido fundada en 1842. Actualmente se conserva en la Biblioteca Conmemorativa Falvey, situada en el campus de la Universidad de Villanova.

## Liberty Bell7
La nave espacial de una de las misiones del proyecto Mercury de la NASA en la década de 1960, fue apodada Liberty Bell 7 en honor a la Campana de la Libertad. Fue pilotada por el astronauta Gus Grissom el 21 de julio de 1961. Las cápsulas del proyecto Mercury tenían forma de campana, y esta en concreto fue pintada para simular la grieta de la original.

## Sello no devaluable
El 12 de abril de 2007, el Servicio Postal de los Estados Unidos comenzó la preventa de su primer sello no devaluable, dedicado a la Campana de la Libertad. La Campana fue escogida debido a su prominencia y reconocimiento como un símbolo de la Independencia estadounidense y como un icono internacional de la libertad. Este sello será válido en sobres estándar (1 onza o menos) a perpetuidad, independientemente de aumentos en la tarifa.